# Kontyos disznó
A kontyos disznó (Sus scrofa cristatus) az emlősök (Mammalia) osztályának párosujjú patások (Artiodactyla) rendjébe, ezen belül a disznófélék (Suidae) családjába tartozó vaddisznó (Sus scrofa) egyik alfaja.

## Előfordulása
A kontyos disznó előfordulási területe India, Nepál, Mianmar, Nyugat-Thaiföld, valamint Srí Lanka.

## Megjelenése
Az állat fejének tetején és majdnem az egész hátán, hosszú és felálló szőrzet látható. Szőrzetének színe sötétebb, azaz feketébb, mint a Sus scrofa davidi alfajé; csíkos árnyalatok is láthatók rajta. Karcsúbb testfelépítésű, mint a törzsalfaj, az úgynevezett európai vaddisznó (Sus scrofa scrofa). Az európai vaddisznótól eltérően, a kontyos disznó feje nagyobb és hegyesebb, míg a fülei kisebbek, azonban szintén hegyesebbek. A homloka egyenes, nem konkáv, mint a törzsalfaj esetében; továbbá a pofáján több és hosszabb szőrzet van és a farka vége bojtosabb.
A kifejlett példány átlag marmagassága 83,8-91,4 centiméter között van; az eddig megmért legmagasabb példány Bengálból származott és 95 centiméteres volt. Az átlagos fej-testhossza 150 centiméter. Testtömege 90,72-136,08 kilogramm között lehet.

## Képek

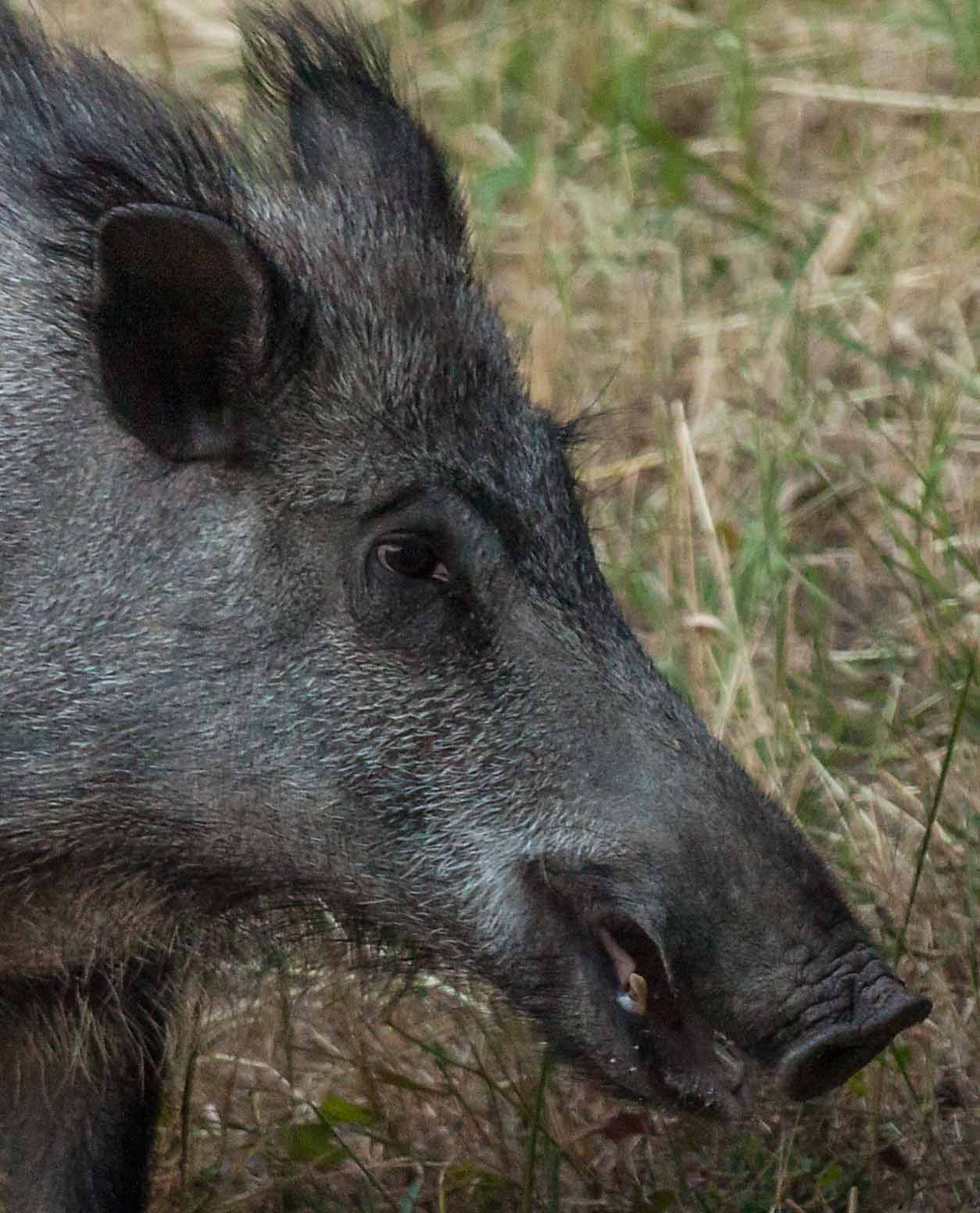
Portré
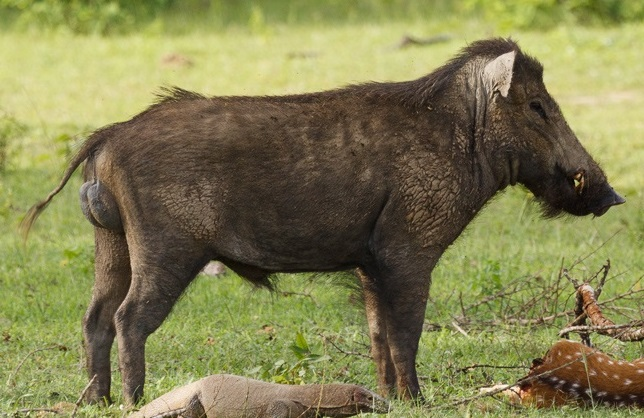
Kan
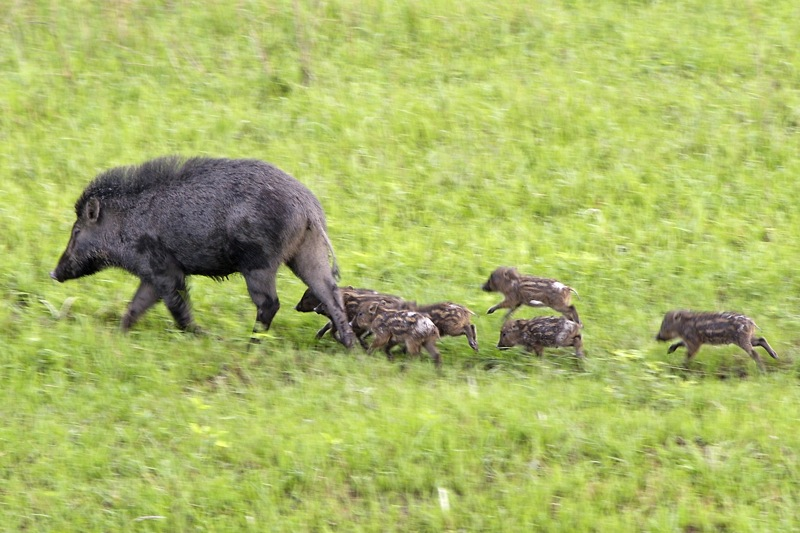
Koca malacokkal
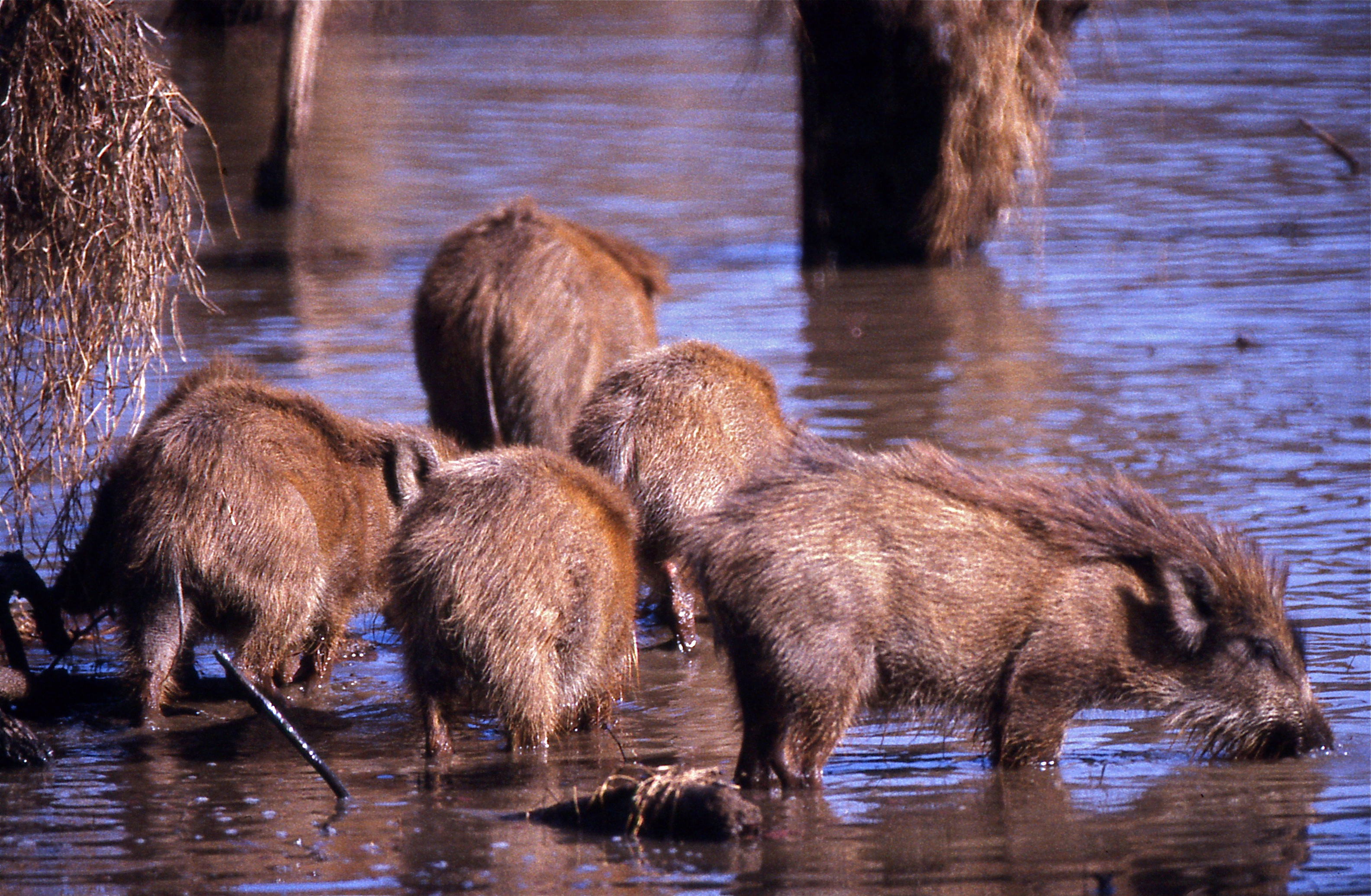
Fiatal példányok
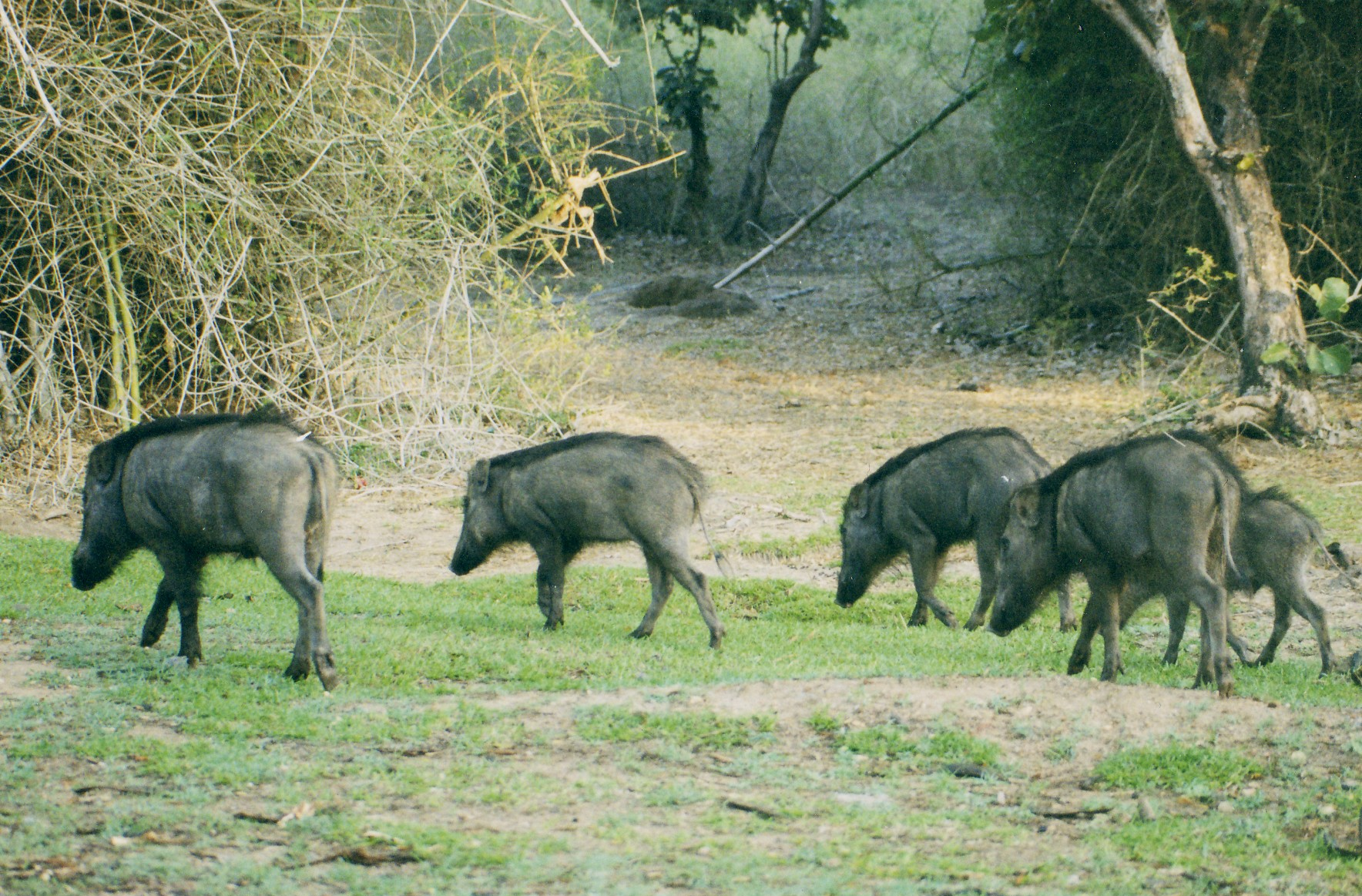
Kondákban és
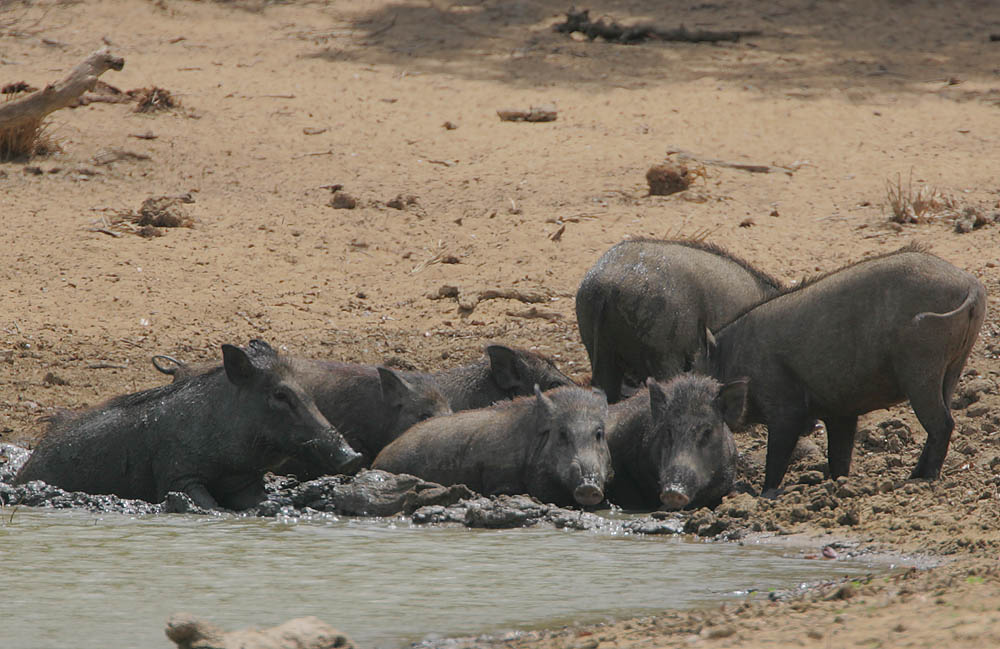
dagonyázás közben
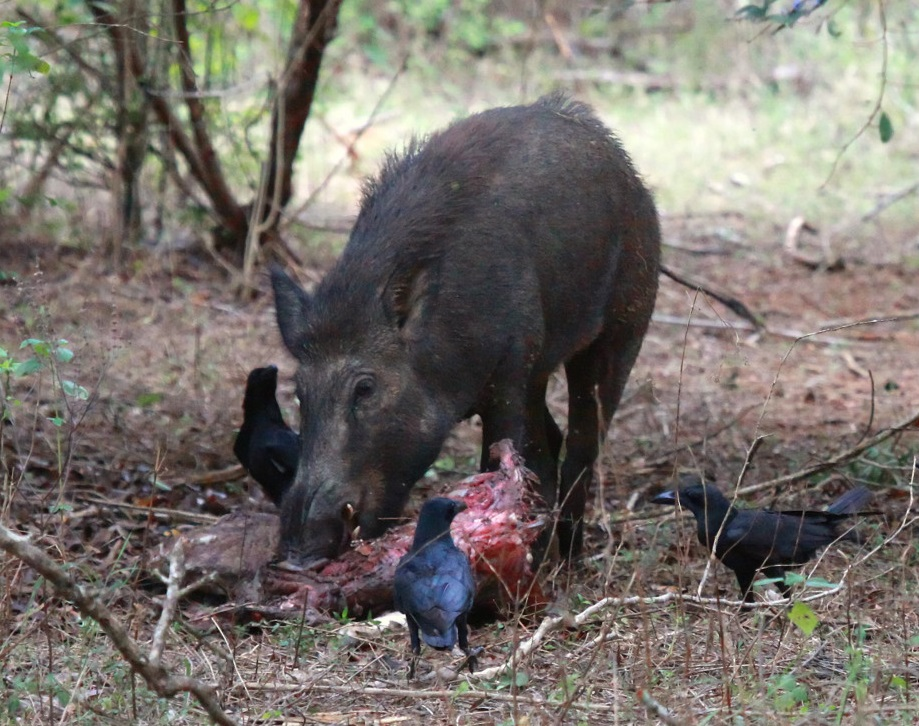
Mindenevőként húst és
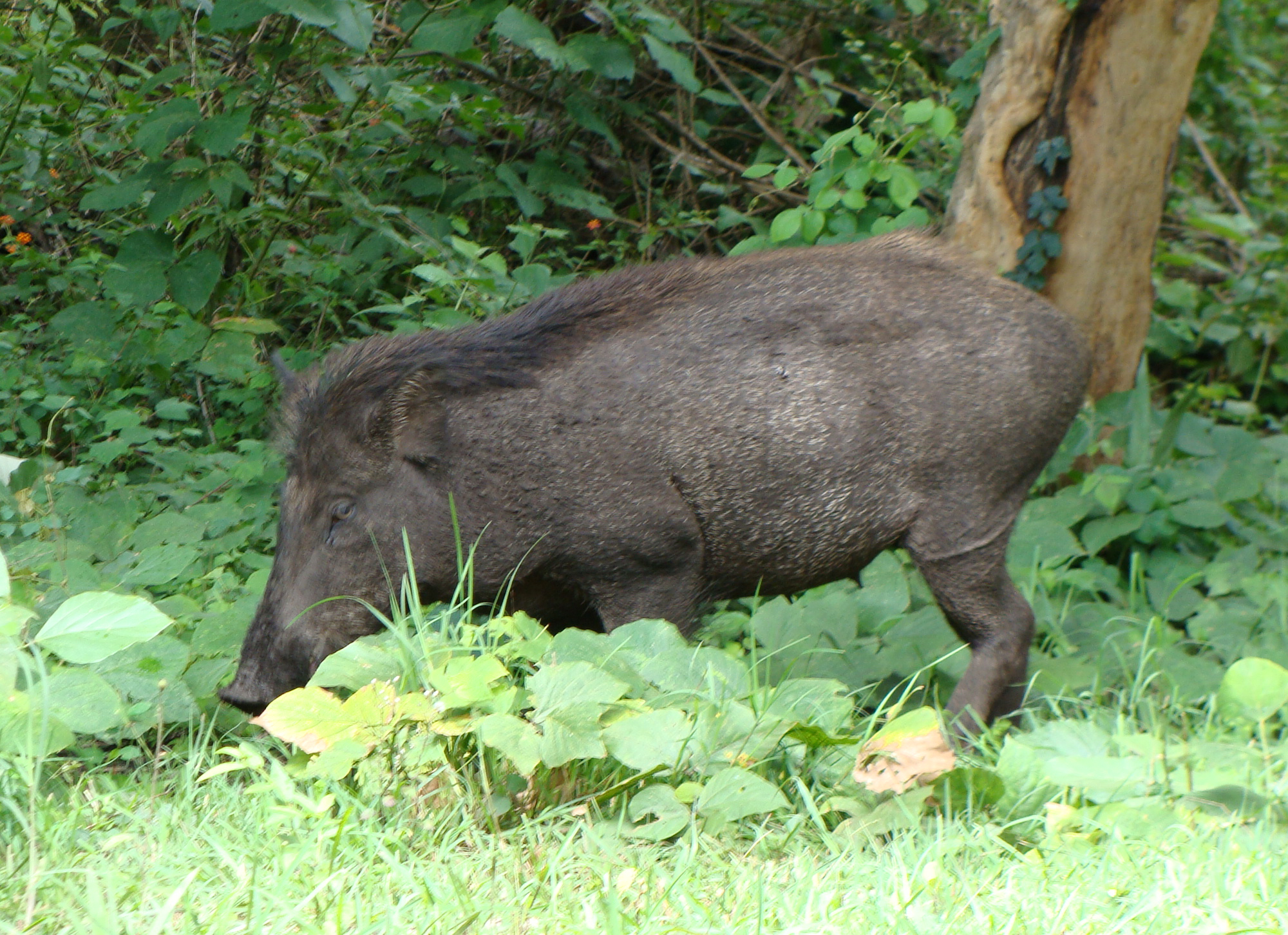
növényzetet is fogyaszt

## Fordítás
- Ez a szócikk részben vagy egészben  a   Wild boar című angol Wikipédia-szócikk ezen változatának fordításán alapul.  Az eredeti cikk szerkesztőit annak laptörténete sorolja fel. Ez a jelzés csupán a megfogalmazás eredetét és a szerzői jogokat jelzi, nem szolgál a cikkben szereplő információk forrásmegjelöléseként.
- Ez a szócikk részben vagy egészben  az   Indian boar című angol Wikipédia-szócikk ezen változatának fordításán alapul.  Az eredeti cikk szerkesztőit annak laptörténete sorolja fel. Ez a jelzés csupán a megfogalmazás eredetét és a szerzői jogokat jelzi, nem szolgál a cikkben szereplő információk forrásmegjelöléseként.